# Arte
Arte - acrònim de Association relative aux télévisions européennes (en francès, literalment, «associació relativa a les televisions europees») és un canal de televisió franco-alemany que emet programes de qualitat relacionats amb el món de l'art i la cultura. Els seus estudis són a Estrasburg, França (seu), i Baden-Baden, Alemanya, pel que els seus programes poden veure's tant en francès com en alemany.
Al 1985, el periodista Pierre Desgraupes va presentar un projecte de televisió cultural europea anomenat inicialment Canal 1. Finalment, el canal es va anomenar La Sept.
A més SBS d'Austràlia tradueix molts dels programes d'Arte a l'anglès per distribuir-los als mercats de parla anglesa. També té acords amb grans televisions públiques d'Europa: RTBF de Bèlgica, SRG SSR idée suisse de Suïssa, Televisió Espanyola, TVP de Polònia, ÖRF d'Àustria, YLE de Finlàndia, NPS dels Països Baixos, BBC del Regne Unit i SVT de Suècia.
Arte és un canal amb una audiència relativament més alta a França (1,5%), que a Alemanya (0,7%). El canal va succeir Le Sept (Société d'édition de programmes de télévision, en català, «societat d'edició de programes de televisió»), que començà a emetre el maig de 1989. Arte té una ràdio en línia al seu lloc web, anomenada Arte Radio.